# Patrice Beaumelle
Patrice Beaumelle (Arles, 24 de abril de 1978) é um técnico de futebol e ex-futebolista francês que atuava como zagueiro. Atualmente comanda a seleção da Costa do Marfim.

## Carreira
Revelado pelo Stade Beaucairois, Beaumelle teve sua jogador de futebol resumida à quinta e sexta divisões do futebol francês, jogando pelo time B do Nîmes e no ES Grau-du-Roi, onde se aposentou em 2004, quando acumulava ainda com o cargo de preparador físico no Montpellier, de onde sairia em 2005 para iniciar a carreira de técnico no clube anterior. Durante 3 temporadas, trabalhou como auxiliar-técnico do Nîmes, saindo em 2008 para exercer a função na seleção da Zâmbia.
Entre 2010 e 2013, foi assistente de Hervé Renard na seleção de Angola, no USM Alger (Argélia) e novamente na seleção da Zâmbia, que sagraria-se campeã da Copa das Nações Africanas de 2012. Com a saída de Renard para treinar o Sochaux, Beaumelle assumiu a vaga do compatriota no comando técnico dos Chipolopolo, mas não conseguiu levar a equipe à Copa de 2014, mesmo ano em que voltaria a ser auxiliar-técnico de Renard quando ele assumiu a seleção da Costa do Marfim, com a dupla conquistando o bicampeonato da Copa Africana em 2015.
Continuou ao lado de Renard no Lille (2015) e na Marrocos (2016 a 2019), chegando a ser técnico da seleção olímpica dos Leões do Atlas em 2019. Em novembro de 2021, Beaumelle foi anunciado como novo treinador da Costa do Marfim, sucedendo Ibrahim Kamara.

## Títulos

### Como treinador
Zâmbia
- Copa COSAFA: 2013

### Como auxiliar-técnico
Zâmbia
- Copa das Nações Africanas: 2012

Costa do Marfim
- Copa das Nações Africanas: 2015